# Arif Mehmood
Arif Mehmood (ur. 21 czerwca 1983 w Multanie) – pakistański piłkarz występujący na pozycji napastnika. Całą karierę spędził w pakistańskim klubie WAPDA, którą zakończył w 2016.
Pięciokrotny król strzelców Pakistan Premier League (2004/05, 2006/07, 2007/08, 2009/10, 2010/11), czterokrotny zdobywca Mistrzostwa Pakistanu (2004/05, 2007/08, 2008/09, 2010/11).

## Kariera klubowa
Karierę juniorską rozpoczął w amatorskiej drużynie Young Gulshan Multan, w której został wypatrzony przez skautów klubu WAPDA, do którego przeszedł w 1998. Po sześciu latach gry w młodzieżowej drużynie został przesunięty do seniorskiej kadry, gdzie występował przez jedenaście sezonów, aż do 2016, w którym zakończył karierę piłkarską.

## Kariera reprezentacyjna
29 listopada 2003 zadebiutował w reprezentacji Pakistanu w meczu rundy wstępnej eliminacji do Mistrzostw Świata w Piłce Nożnej 2006 przeciwko Kirgistanowi (0:2). 
8 grudnia 2009 zdobył jedynego hat tricka w karierze reprezentacyjnej. Miało to miejsce w meczu fazy grupowej Mistrzostw SAFF 2009 przeciwko Bhutanowi (7:0).

## Statystyki

### Klubowe
| Klub               | Sezon              | Liga                    | Liga  | Liga   | Puchar kraju | Puchar kraju | Azja  | Azja   | Suma  | Suma   |
| Klub               | Sezon              | Liga                    | Mecze | Bramki | Mecze        | Bramki       | Mecze | Bramki | Mecze | Bramki |
| ------------------ | ------------------ | ----------------------- | ----- | ------ | ------------ | ------------ | ----- | ------ | ----- | ------ |
| WAPDA              | 2004/05            | Pakistan Premier League | 30    | 20     | –            | –            | –     | –      | 30    | 20     |
| WAPDA              | 2005/06            | Pakistan Premier League | 22    | 16     | 7            | 4            | 3     | 2      | 32    | 22     |
| WAPDA              | 2006/07            | Pakistan Premier League | 20    | 12     | 2            | 2            | –     | –      | 22    | 14     |
| WAPDA              | 2007/08            | Pakistan Premier League | 26    | 21     | –            | –            | –     | –      | 26    | 21     |
| WAPDA              | 2008/09            | Pakistan Premier League | 26    | 18     | 5            | 5            | 4     | 3      | 35    | 26     |
| WAPDA              | 2009/10            | Pakistan Premier League | 26    | 20     | 4            | 5            | –     | –      | 30    | 25     |
| WAPDA              | 2010/11            | Pakistan Premier League | 30    | 21     | 5            | 6            | 3     | 0      | 38    | 27     |
| WAPDA              | 2011/12            | Pakistan Premier League | 30    | 16     | –            | –            | 3     | 1      | 33    | 17     |
| WAPDA              | 2012/13            | Pakistan Premier League | 21    | 14     | 4            | 3            | –     | –      | 25    | 17     |
| WAPDA              | 2013/14            | Pakistan Premier League | 30    | 19     | –            | –            | –     | –      | 30    | 19     |
| WAPDA              | 2014/15            | Pakistan Premier League | 22    | 11     | 4            | 2            | –     | –      | 26    | 13     |
| WAPDA              | Ogólnie            | Ogólnie                 | 283   | 188    | 31           | 27           | 13    | 6      | 327   | 221    |
| Ogólnie w karierze | Ogólnie w karierze | Ogólnie w karierze      | 283   | 188    | 31           | 27           | 13    | 6      | 327   | 221    |

### Reprezentacyjne
| Reprezentacja | Rok     | Mecze | Bramki |
| ------------- | ------- | ----- | ------ |
| Pakistan      | 2003    | 2     | 0      |
| Pakistan      | 2005    | 6     | 1      |
| Pakistan      | 2008    | 3     | 0      |
| Pakistan      | 2009    | 3     | 3      |
| Pakistan      | 2011    | 4     | 2      |
| Pakistan      | Ogólnie | 18    | 6      |

| 1.  | 29.11.2003 | Karaczi, Pakistan     | Kirgistan    | 0:2 |                 | el. MŚ 2006           |
| 2.  | 03.12.2003 | Biszkek, Kirgistan    | Kirgistan    | 4:0 |                 | el. MŚ 2006           |
| 3.  | 12.06.2005 | Kweta, Pakistan       | Indie        | 1:1 |                 | Mecz towarzyski       |
| 4.  | 16.06.2005 | Peszawar, Pakistan    | Indie        | 0:1 |                 | Mecz towarzyski       |
| 5.  | 18.06.2005 | Lahaur, Pakistan      | Indie        | 3:0 | Gol             | Mecz towarzyski       |
| 6.  | 14.12.2005 | Karaczi, Pakistan     | Bangladesz   | 0:1 |                 | Mistrzostwa SAFF 2005 |
| 7.  | 22.12.2005 | Dhaka, Bangladesz     | Bangladesz   | 0:0 |                 | el. Pucharu Azji 2007 |
| 8.  | 26.12.2005 | Karaczi, Pakistan     | Bangladesz   | 0:1 |                 | el. Pucharu Azji 2007 |
| 9.  | 03.06.2008 | Male, Malediwy        | Malediwy     | 3:0 |                 | Mistrzostwa SAFF 2008 |
| 10. | 05.06.2008 | Male, Malediwy        | Indie        | 2:1 |                 | Mistrzostwa SAFF 2008 |
| 11. | 10.10.2008 | Kuala Lumpur, Malezja | Malezja      | 4:1 |                 | Mecz towarzyski       |
| 12. | 04.12.2009 | Dhaka, Bangladesz     | Sri Lanka    | 1:0 |                 | Mistrzostwa SAFF 2009 |
| 13. | 06.12.2009 | Dhaka, Bangladesz     | Bangladesz   | 0:0 |                 | Mistrzostwa SAFF 2009 |
| 14. | 08.12.2009 | Dhaka, Bangladesz     | Bhutan       | 7:0 | Gol · Gol · Gol | Mistrzostwa SAFF 2009 |
| 15. | 21.03.2011 | Kuala Lumpur, Malezja | Turkmenistan | 3:0 |                 | Puchar Azji 2015      |
| 16. | 23.03.2011 | Kuala Lumpur, Malezja | Indie        | 1:3 | Gol             | Puchar Azji 2015      |
| 17. | 25.03.2011 | Kuala Lumpur, Malezja | Tajwan       | 0:2 | Gol             | Puchar Azji 2015      |
| 18. | 03.07.2011 | Lahaur, Pakistan      | Bangladesz   | 0:0 |                 | el. MŚ 2014           |

## Sukcesy

### WAPDA
- Mistrzostwo Pakistanu (4×): 2004/2005, 2007/2008, 2008/2009, 2010/2011
- Wicemistrzostwo Pakistanu (2×): 2005/2006, 2006/2007

### Indywidualne
- Król strzelców Pakistan Premier League (5×): 2004/2005, 2006/2007, 2007/2008, 2009/2010, 2010/2011

## Życie prywatne
Mehmood ukończył Rządowe Liceum Ogólnokształcące dla chłopców w Samanabadzie, a następnie studiował inżynierię w Rządowej Uczelni Technologicznej.